# Teknikdelegationen
Teknikdelegationen (U 2008:07), med slutbetänkandet Vändpunkt Sverige (SOU 2010:28) var en svensk statlig utredning som pågick mellan 2008 och 2010. Utredningen var inte enbart en traditionell kommitté, utan den förväntades också arbeta utåtriktat och pådrivande. Till ordförande för delegationen utsågs dåvarande Volvo-chefen Leif Johansson.

## Förslag
I sitt slutbetänkande överlämnade delegationens ett antal förslag till regeringen:
- Fastställa en nationell kompetensstrategi för matematik, naturvetenskap, teknik och IKT, med specifika mål.
- Tillsätta en nationell kommission med ansvar för strategi och uppföljning av målen.
- Genomföra ett antal särskilda satsningar relaterade till skola, samhälle och högskola.
- Inrätta en ”Plattform teknik och naturvetenskap” med ansvar för det operativa arbetet.

Ett år efter att utredningen hade överlämnat sitt betänkande hade få av förslagen lett framåt. Statssekreteraren Bertil Östberg på Utbildningsdepartementet kommenterade utredningen med orden ”den har kanske en övertro på nationella kommissioner.”

## Reklamkampanj
En av delegationens utåtriktade aktiviteter var en reklamkampanj som syftade till att få fler att söka naturvetenskapsprogrammet på gymnasiet. Kampanjen genomfördes under våren 2010 och gick under namnet ”NV – den breda linjen.” I kampanjen ingick affischering, reklamfilmer och tidningsannonser. Niondeklassare i elva städer bjöds också in på en förhandsvisning av Josef Fares film Farsan. Målet med kampanjen var att öka ansökningarna till naturvetenskapsprogrammet med 10%

## Ledamöter
Kommitténs ledamöter hämtades från näringsliv, akademi och ideell sektor.
- Leif Johansson – Volvo (ordförande)
- Johan Ancker – Teknikföretagen
- Paula Bäckman – Balthazar Science Center
- Helen Dannetun – Linköpings universitet
- Anne-Marie Fransson – IT- och telekomföretagen
- Karin Glader – Chalmers tekniska högskola (student)
- Peter Gudmundson – Kungliga tekniska högskolan
- Lars Hagel – GE Healthcare (utträde på egen begäran den 15 maj 2009)
- Ursula Hass – Blekinge tekniska högskola
- Philip Kapper – Norra Real (gymnasieelev)
- Maria Khorsand – SP Sveriges tekniska forskningsinstitut
- Peter Larsson – Sveriges Ingenjörer
- Camilla Modéer – Vetenskap & Allmänhet
- Björn O. Nilsson – Kungliga Ingenjörsvetenskapsakademien
- Anna-Marie Wiberg – Uppsala universitet (student)
- Christer Fuglesang – Europeiska rymdorganisationen (från 6 oktober 2009)